# خوليو بيتشاردو
خوليو بيتشاردو هو لاعب كرة قدم كوبي في مركز حراسة المرمى، ولد في 10 يناير 1990 في Colombia, Cuba ‏ في كوبا. شارك مع منتخب كوبا لكرة القدم.

## وصلات خارجية
- خوليو بيتشاردو على موقع ناشيونال فوتبول تيمز (الإنجليزية)